# Мушинское сельское поселение
Мушинское сельское поселение — муниципальное образование в составе Советского района Кировской области России.
Центр — село Муша.

## Состав
В поселение входят 10 населённых мест:
- село Муша
- деревня Баруткино
- деревня Васичи
- деревня Дугино
- деревня Ежи
- деревня Кошкино
- деревня Мериново
- деревня Набока-Дуброва
- деревня Окольники
- деревня Шокшата

## История
28 апреля 2012 года поселение упразднено, все населённые места включены в состав  Колянурского сельского поселения.

## Население
Население сельского поселения составляет 524 человек .